# Rabia Makhloufi
Rabia Makhloufi, född 11 november 1986, är en algerisk friidrottare. Han deltog vid olympiska sommarspelen 2008.